# Raffè di Leca
Raffaellu da Leca, dit Raffè da Leca (né en 1432 - mort le 20 avril 1456), était un noble corse au XVe siècle.

## Biographie
Raffè da Leca était le fils de Rinuccio (seigneur de Vico 1378-1445). Il avait vingt-deux frères, tant légitimes que bâtards. 
En  1453, marié à Bianca da Mare, une fille de Simone da Mare, il est avec son frère Antone Guglielmu, inscrit au Livre d'Or de la République de Gênes et agrégé à l'Albergo Doria.
En 1456, il meurt pendu puis dépecé par les Génois d'Antonio Calvo.

## Histoire
Au milieu des troubles qui désolaient l'île, l'évêque d'Aléria, Ambrogio d'Omessa, qui avait contribué pour une bonne part au retour des Fregosi, proposa aux caporali (tribuns) d'offrir la souveraineté de l'île au Saint-Siège. Les troupes pontificales envoyées par Eugène IV, sont sévèrement défaites par un parti de Cinarchesi que commandait Raffè de Leca, fils de Rinuccio.
Appelés par le comte Polo Della Rocca et Vincentello d'Istria (neveu du comte Vincentello), les Aragonais, sous la conduite de Jayme Imbisora, débarquent en Corse au mois de novembre 1451. Ils prennent possession de quelques places fortes et manifestent l'intention de bloquer Bonifacio. Raffè di Leca et Giudice Della Rocca (fils de Polo), restent du côté des Génois. 
Raffè passait pour être d'une grande cruauté envers ses ennemis. « Un habitant du Niolo, Arrigo da Calacuccia, s'étant emparé du gouverneur génois Carlo de' Franchi, Raffè lui paya son prisonnier 400 livres, puis il l'enferma dans une sorte de cage roulante que chacun fut autorisé à mouvoir. Le malheureux ne put supporter ce traitement et mourut au bout de quelques jours. Quant aux soldats génois, il les vendait aux pirates barbaresques, et pour bien afficher son mépris, il n'exigeait des acheteurs que huit oignons par tête. Plus miséricordieux à l'égard des mercenaires, il les renvoyait souvent sans rançon. Cependant il fit couper à l'un d'eux les mains et le nez ; « Lombard, lui avait-il dit, c'est bien toi que j'ai pris sept fois ? c'est bien toi qui m'as juré de ne plus combattre contre moi ? Pour ne pas me tromper à l'avenir, je veux te marquer d'un signe de reconnaissance. » ».

### Seigneur en révolte
En 1454, alors que presque tous les seigneurs corses sollicitent les bonnes grâces de l'Office de Saint Georges, il se rebelle contre l'Office. 
En 1455, la Banque, avec la coalition de Giudice et d'Antonio Della Rocca, de Vincentello d'Istria et de Mariano da Gaggio contre lui, combattent Raffè. Une descente en Corse des Sardes, sous la conduite de Berengario Erill, vice-roi de Sardaigne pour le roi d'Aragon, augmenta les difficultés de l'Office : ce fut encore pis quand Lodovico di Campo-Fregoso entra en relation avec Berengario dans le but de lui vendre Bonifacio.

Assiégé dans son fort de Cinarca, il l'abandonne et se retire dans son fort de Leca où les Génois sont défaits grâce au soutien du roi Alphonse V d'Aragon dont il recevra ses lettres de noblesse en 1456.
Malgré la trêve signée en juillet 1455 entre Génois et Aragonais, il continue la lutte ; Giudice Della Rocca, « sans que l'on sût exactement pourquoi, s'étant réconcilié avec Raffè, les Génois furent battus et refoulés clans l'En-deçà-des-Monts ».

Les Génois envoient alors des renforts sous le commandement de Giovanni delle Treccie. Giudice della Rocca à Bariccini, Raffè, Anton'Guglielmo, et leur oncle Giocante à Leca restaient seuls à soutenir le poids de la guerre. Pour en finir, les Protecteurs de San-Giorgio confient le commandement de leurs troupes à Antonio Calvo, homme énergique et implacable dit la Chronique, auquel des instructions formelles sont données. Il devait, en débarquant, mettre à prix les têtes des chefs : à qui livrerait Raffè ou Giudice vivants, on verserait mille ducats, morts cinq cents ; deux cents ou cent ducats devait récompenser la prise des deux autres. 
Raffè se réfugie alors à Leca dans son fortin du Castaldu (commune d'Arbori), où il est assiégé. Le capitaine génois Antonio Calvo parvient à s'introduire par ruse dans le château de Leca. Raffaello da Leca, son frère Antonio Guglielmo et vingt-deux de leurs parents sont capturés. Ils sont pendus en 1457. Après avoir fait dépecer le corps de Raffaello les Génois en envoyèrent les quartiers aux quatre coins de la Corse : à Biguglia, Bonifacio, Calvi et Corte ; sa tête est expédiée à Gênes.
« Le 20 avril 1456, on apprit à Gênes par une lettre d'Antonio Calvo que Leca était envahi et que Raffè restait bloqué avec ses frères et quelques partisans dans le château. Parmi ces derniers se trouvaient des traîtres, et l'un d'eux, Trastollo da Niolo, depuis le commencement du mois, négociait avec le gouverneur la perte de Raffè. Cependant, la place paraissait imprenable. Par ordre des Protecteurs, Antonio Calvo fit arrêter tous les parents des assiégés et fit en sorte que ceux-ci fussent informés de la situation critique de ces malheureux réduits à l'état d'otages. Trastollo n'eut donc aucune peine à convaincre plusieurs de ses compagnons qui, profitant de l'heure où Raffè et sa famille étaient à table, introduisirent Calvo et ses soldats.
Tous furent pris vivants avant d'avoir pu saisir leurs armes. Raffè, sachant qu'il n'avait aucun quartier à espérer, se jeta du haut des remparts et se cassa la jambe. Il eut encore la force de se réfugier sous un rocher où on le découvrit quelques heures plus tard : « Il nous sera difficile, écrivirent les Protecteurs à Calvo, de vous exprimer par lettre ou de vive voix la joie que nous cause, que cause à toute la ville, la capture de Raffè, d'Anton' Guglielmo et des autres rebelles... Mettez-les à la torture avant de les exécuter pour leur faire avouer leurs crimes. » Raffè fut pendu ainsi que vingt-deux de ses parents, frères ou cousins germains, dont les corps restèrent accrochés au gibet ; celui de Raffè fut dépecé, et les morceaux envoyés dans les principales villes de la Corse pour y être exposés. Des instructions de la Banque avaient réglé deux mois auparavant le cérémonial de ces représailles. Cyrnæus ajoute que l'on expédia à Gênes, après l'avoir préalablement salée, la tête de Raffè. »